# Bob a 2010. évi téli olimpiai játékokon
A 2010. évi téli olimpiai játékokon a bob versenyszámait a whistleri Whistler Sliding Centre sportközpontban rendezték meg február 20. és 27. között.
A férfiaknak két versenyszámban, a nőknek egy versenyszámban osztottak érmeket.

## Éremtáblázat
(A rendező nemzet csapata eltérő háttérszínnel, az egyes számoszlopok legmagasabb értéke, vagy értékei vastagítással kiemelve.)
| A 2010. évi téli olimpiai játékok éremtáblázata bobban | A 2010. évi téli olimpiai játékok éremtáblázata bobban | A 2010. évi téli olimpiai játékok éremtáblázata bobban | A 2010. évi téli olimpiai játékok éremtáblázata bobban | A 2010. évi téli olimpiai játékok éremtáblázata bobban | Olimpia  |
| ------------------------------------------------------ | ------------------------------------------------------ | ------------------------------------------------------ | ------------------------------------------------------ | ------------------------------------------------------ | -------- |
|                                                        | Ország                                                 | Arany                                                  | Ezüst                                                  | Bronz                                                  | Összesen |
| 1.                                                     | Németország (GER)                                      | 1                                                      | 2                                                      | 0                                                      | 3        |
| 2.                                                     | Kanada (CAN)                                           | 1                                                      | 1                                                      | 1                                                      | 3        |
| 3.                                                     | Egyesült Államok (USA)                                 | 1                                                      | 0                                                      | 1                                                      | 2        |
|                                                        |                                                        |                                                        |                                                        |                                                        |          |
| 4.                                                     | Oroszország (RUS)                                      | 0                                                      | 0                                                      | 1                                                      | 1        |
|                                                        |                                                        |                                                        |                                                        |                                                        |          |
| Összesen                                               | Összesen                                               | 3                                                      | 3                                                      | 3                                                      | 9        |

## Részt vevő nemzetek
A versenyeken 23 nemzet 159 sportolója vett részt.
- Ausztrália (AUS) (7)
- Ausztria (AUT) (5)
- Belgium (BEL) (2)
- Csehország (CZE) (8)
- Dél-Korea (KOR) (4)
- Egyesült Államok (USA) (18)
- Hollandia (NED) (4)
- Horvátország (CRO) (5)
- Írország (IRL) (2)
- Japán (JPN) (6)
- Kanada (CAN) (12)
- Lengyelország (POL) (4)
- Lettország (LAT) (5)
- Liechtenstein (LIE) (2)
- Monaco (MON) (2)
- Nagy-Britannia (GBR) (8)
- Németország (GER) (18)
- Olaszország (ITA) (8)
- Oroszország (RUS) (17)
- Románia (ROU) (6)
- Svájc (SUI) (8)
- Szerbia (SRB) (4)
- Szlovákia (SVK) (4)

## Érmesek
| A 2010. évi téli olimpiai játékok érmesei bobban |                                                                                           |         |                                                                                  |         |                                                                               |         |
| Versenyszám                                      | Arany                                                                                     | Arany   | Ezüst                                                                            | Ezüst   | Bronz                                                                         | Bronz   |
| Férfi kettes                                     | Németország (GER) · André Lange · Kevin Kuske                                             | 3:26,65 | Németország (GER) · Thomas Florschütz · Richard Adjei                            | 3:26,87 | Oroszország (RUS) · Alekszandr Zubkov · Alekszej Vojevoda                     | 3:27,51 |
| Férfi négyes                                     | Egyesült Államok (USA) · Steven Holcomb · Steve Mesler · Curtis Tomasevicz · Justin Olsen | 3:24,46 | Németország (GER) · André Lange · Kevin Kuske · Alexander Rödiger · Martin Putze | 3:24,84 | Kanada (CAN) · Lyndon Rush · David Bissett · Lascelles Brown · Chris le Bihan | 3:24,85 |
| Női kettes                                       | Kanada (CAN) · Kaillie Humphries · Heather Moyse                                          | 3:32,28 | Kanada (CAN) · Helen Upperton · Shelley-Ann Brown                                | 3:33,13 | Egyesült Államok (USA) · Erin Pac · Elana Meyers                              | 3:33,40 |